# Europese kampioenschappen karate (WKB)
De Europese kampioenschappen kyokushin karate zijn door World Kyokushin Budokai (WKB) georganiseerde kampioenschappen voor karateka's.

## Geschiedenis
De eerste editie vond plaats in 2017 in het Poolse Rzeszów.

## Edities
| Editie | Jaar          | Locatie                       |
| ------ | ------------- | ----------------------------- |
| 1      | 2017          | Rzeszów (Polen)               |
| 2      | 2018          | Łańcut (Polen)                |
| 3      | 2019 ♂ 2019 ♀ | Lorca (Spanje) Dębica (Polen) |